# Proclamation de l'indépendance de l'Indonésie

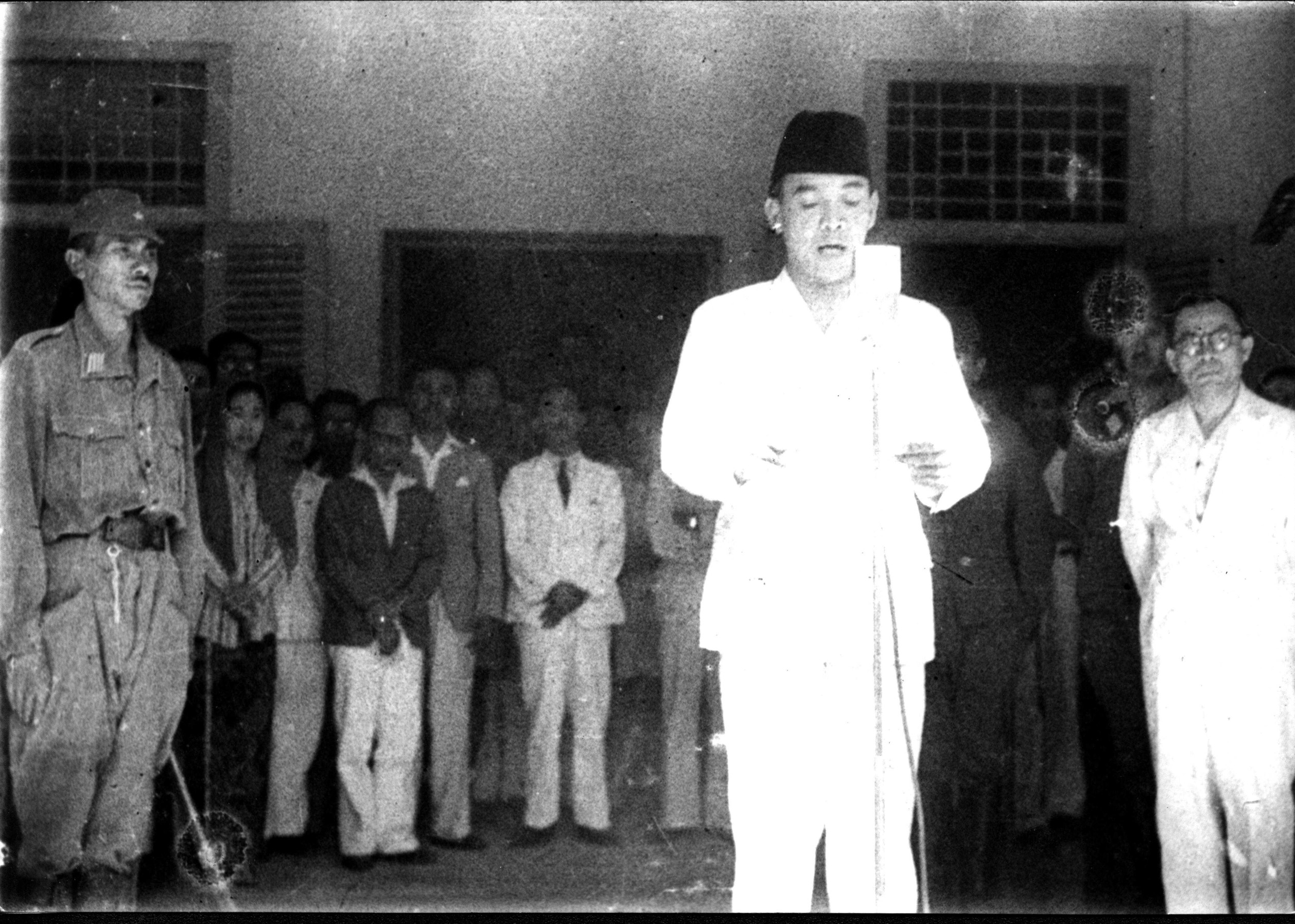
Soekarno lit la proclamation de l'indépendance de l'Indonésie. À droite, Hatta.

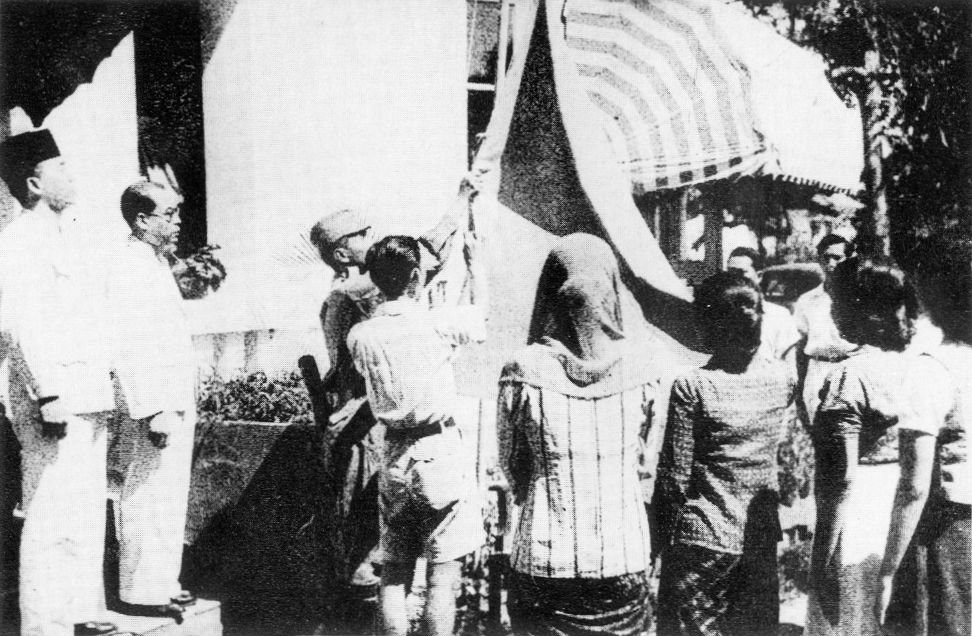
Lever du drapeau indonésien après la proclamation.

La proclamation de l'indépendance de l'Indonésie, en indonésien Proklamasi Kemerdekaan Indonesia, est lue à 10 h du matin, le vendredi 17 août 1945, deux jours après la proclamation de la capitulation japonaise et trois ans et demi après l'invasion japonaise. 
Cette déclaration marque le début de ce que les Indonésiens appellent Revolusi : une lutte diplomatique et un conflit armé avec les Pays-Bas, pays colonisateur, qui ne reconnaissent qu'en 1949 l'indépendance de l'Indonésie.
Préparée dans la nuit du 16 août 1945, elle est signée le lendemain par Soekarno et Mohammad Hatta.

## Texte

### Texte original
Kami, bangsa Indonesia, dengan ini menjatakan kemerdekaan Indonesia.
Hal-hal jang mengenai pemindahan kekoeasaan d.l.l., diselenggarakan dengan tjara saksama dan dalam tempo jang sesingkat-singkatnja.
Djakarta, hari 17 boelan 8 tahoen 05
Atas nama bangsa Indonesia
<<tanda tangan Soekarno/Hatta>> Soekarno - Hatta

### Traduction
Nous, le peuple indonésien, déclarons par la présente l'indépendance de l'Indonésie.
Les questions concernant le transfert du pouvoir, etc., seront traités de manière consciencieuse et aussi vite que possible.
Jakarta, 17e jour du 8e mois, année 05.
Au nom de la nation de l'Indonésie.
<<signatures de Soekarno et Hatta>> Soekarno - Hatta

L'année mentionné de la déclaration, « 05 », fait référence à l'année impériale japonaise (皇紀, kōki) 2605.